# Albiorix argentiniensis
Albiorix argentiniensis är en spindeldjursart som först beskrevs av Clarence Clayton Hoff 1950.  Albiorix argentiniensis ingår i släktet Albiorix och familjen Ideoroncidae. Inga underarter finns listade i Catalogue of Life.